# 阿巴斯·米爾扎
阿巴斯·米爾扎（波斯語：عباس میرزا；1789年8月20日—1833年10月25日），伊朗卡扎尔王朝王儲，在未即位之前就去世。除率領該國軍隊對抗俄國之外，米爾扎也致力國家經濟與軍隊現代化。立場較親西方國家。

## 生平

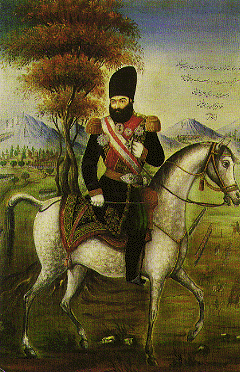
阿巴斯·米爾扎

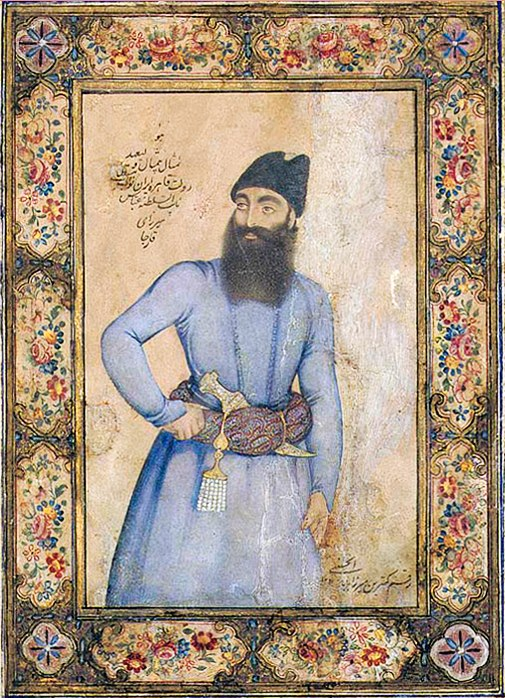
阿巴斯·米爾扎

阿巴斯·米爾扎虽然不是法塔赫·阿里·沙阿(1797-1834)的长子，但被立为王储，1798年或1799年担任阿塞拜疆省省长。
1804年，俄波战争爆发，他任波斯远征军司令，率军3万人，在1804-1813年战争中，波斯大败，丧失大部分格鲁吉亚土地，使阿巴斯·米爾扎看到改造卡扎尔武装力量的必要，他开始派遣波斯学生到欧洲学习西方技术，第一批学生于1811年至英国，第二批在1815年前往。1812年在阿塞拜疆首府大不里士设印刷厂，鼓励翻译欧洲的军事手册，还在大不里士创办火药厂和造炮厂。他请英国军事顾问训练新军，教授使用步兵队形和步炮合同作战等技术。这支部队在1821-1823年对奥斯曼土耳其人的作战中展露头角。
1826-1828年第二次俄伊战争中阿巴斯·米爾扎再度率领波斯军，第一年他收复全部失地，他的炮兵远胜俄罗斯军队，但后来由于俄军人数多，军纪好，法塔赫·阿里·沙阿国王又拒绝增援和补充兵员，以至惨败。1828年停战时，波斯的格鲁吉亚和高加索领地全部丧失，此次失败使阿巴斯·米爾扎一蹶不振，无意再进行军事改革，死前5年尽力设法保住王储地位，和众多兄弟明争暗斗。1833年在对呼罗珊省的叛乱分子的征讨中去世。

## 儿子

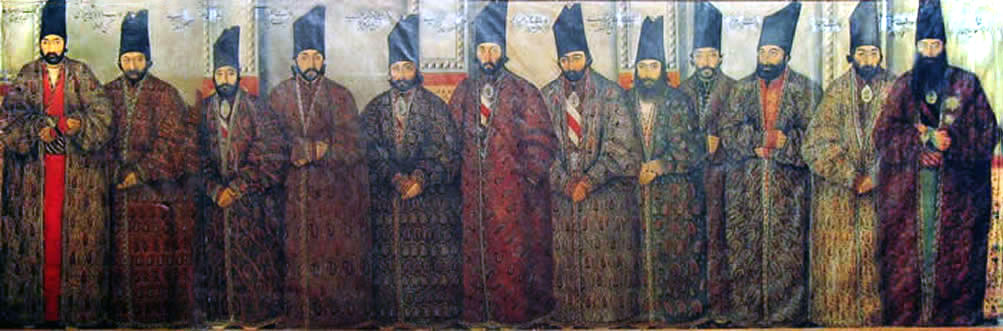
阿巴斯·米爾扎的儿子们

- 穆罕默德·米尔扎王子（Mohammed Mirza），继位为穆罕默德·沙国王
- 巴赫拉姆·米尔扎王子（Bahram Mirza） Mo'ez ed-Dowleh
- 贾汉吉尔·米尔扎王子（Djahangir Mirza）
- 巴赫曼·米尔扎王子（Bahman Mirza）
- 费雷杜·米尔扎王子（Fereydoun Mirza） Nayeb-ol-Eyaleh
- 伊斯坎达尔·米尔扎王子（Eskandar Mirza）
- 库思老·米尔扎王子（Khosrow Mirza）
- 加赫拉曼·米尔扎王子（Ghahreman Mirza）
- 阿德希尔·米尔扎王子（Ardeshir Mirza） Rokn ed-Dowleh
- 艾哈邁德·米尔扎王子（Ahmad Mirza） Mo'in ed-Dowleh
- 贾法尔·格利·米尔扎王子（Prince Ja'far Gholi Mirza）
- 穆斯塔法·格利·米尔扎王子（Prince Mostafa Gholi Mirza）
- 苏丹·莫拉德·米尔扎王子（Soltan Morad Mirza） Hessam-al-Saltaneh
- 曼努切赫尔·米尔扎王子（Manouchehr Mirza）
- 法赫德·米尔扎王子（Farhad Mirza） Mo'tamed ed-Dowleh
- 菲鲁斯·米尔扎王子（Firouz Mirza） Nosrat ed-Dowleh
- 汉拉尔·米尔扎王子（Khanlar Mirza) Ehtesham ed-Dowleh
- 巴哈杜尔·米尔扎王子（Bahador Mirza）
- 穆罕默德·拉希姆·米尔扎王子（Prince Mohammad Rahim Mirza）
- 梅赫迪·米尔扎王子（Mehdi Gholi Mirza）
- 哈姆泽·米尔扎王子（Hamzeh Mirza） Heshmat ed-Dowleh
- 伊尔迪林·米尔扎王子（Ildirim Bayazid Mirza）
- 洛特弗拉·米尔扎王子（Lotfollah Mirza） Shoa'a ed-Dowleh
- 穆罕默德·卡里姆·米尔扎王子（Prince Mohammad Karim Mirza）
- 贾法尔·米尔扎王子（Prince Ja'ffar Mirza）
- 阿卜杜拉·米尔扎王子（Prince Abdollah Mirza）